# Freedomworks
Freedomworks, av organisationen skrivet FreedomWorks, är en konservativ ideell organisation i Washington D.C. som grundades 2004 i samband med att Citizens for a Sound Economy delades upp i Freedomworks och Americans for Prosperity. Freedomworks utbildar volontärer och deltar i kampanjer. Idémässigt tar organisationen sats ur två skolbildningar: den österrikiska skolan och public choice-teori. Freedomworks har åtta huvudområden för sin verksamhet, bland annat budget och utgifter, reformering av sjukvården, reformering av skattesystemet, energi och miljö, fria skolval, avreglering.